# Synemosyna americana
Synemosyna americana är en spindelart som först beskrevs av George William Peckham och Elizabeth Maria Gifford Peckham 1885.  Synemosyna americana ingår i släktet Synemosyna och familjen hoppspindlar. Inga underarter finns listade i Catalogue of Life.